# Pleurostigmòfors
Els pleurostigmòfors (Pleurostigmophora) són un clade de quilòpodes que agrupa tots els seus ordres menys Scutigeromorpha. Se subdivideix en els clades Lithobiomorpha i Phylactometria.

## Taxonomia
La subclasse Pleurostigmophora quatre ordres i nombroses famílies:
Subclasse Pleurostigmophora Verhoeff, 1901
- Ordre Lithobiomorpha Pocock, 1895
  - Família Henicopidae
  - Família Lithobiidae
- Ordre Craterostigmomorpha Pocock, 1902
  - Família Craterostigmidae Pocock, 1902
- Ordre Scolopendromorpha Pocock, 1895
  - Família Cryptopidae Kohlrausch, 1881
  - Família Mimopidae Lewis
  - Família Plutoniumidae Bollman, 1893
  - Família Scolopendridae Leach, 1814
  - Família Scolopocryptopidae Pocock, 1896
- Ordre Geophilomorpha Pocock, 1895
  - Família Aphilodontidae Silvestri, 1909
  - Família Ballophilidae Cook, 1896
  - Família Dignathodontidae Cook, 1896
  - Família Eriphantidae Crabill, 1970
  - Família Geophilidae Leach, 1815
  - Família Gonibregmatidae Cook, 1896
  - Família Himantariidae Bollman, 1893
  - Família Linotaeniidae
  - Família Macronicophilidae Verhoeff, 1925
  - Família Mecistocephalidae Bollman, 1893
  - Família Neogeophilidae Silvestri, 1818
  - Família Oryidae Cook, 1896
  - Família Schendylidae Cook, 1896